# Marc Salyers
Marc Douglas Salyers (* 28. Februar 1979 in Chicago, Illinois) ist ein ehemaliger US-amerikanischer Basketballspieler. Nach dem Studium in seinem Heimatland spielte Salyers als Profi in Europa. In Diensten des  Vereins Chorale Roanne gewann er 2007 die französische Meisterschaft, nachdem er diese bereits mit Élan Béarnais Pau-Orthez 2004 gewonnen hatte, und war anschließend in der höchsten europäischen Spielklasse EuroLeague der Topscorer der Hauptrunde und damit Gewinner der Alphonso-Ford-Trophy 2007/08.

## Karriere
Salyers spielte während seines Studiums an der Samford University in Homewood im US-Bundesstaat Alabama für das Hochschulteam Bulldogs, die damals der Trans America Athletic Conference der NCAA Division I angehörten. Mit den Bulldogs gewann er die ersten beiden Conference-Titel dieses Hochschulteams 1999, wo er zum Most Outstanding Player des Meisterschaftsturniers ernannt wurde, und 2000. Bei der landesweiten Endrunde schied man jeweils in der ersten Runde aus.
Nach Studienende 2001 unterschrieb Salyers als Profi einen Vertrag beim Basketballverein aus Borgomanero in der neuformierten zweiten italienischen Liga LegADue. In der ersten Spielzeit noch Viertplatzierter beendete man die Saison 2002/03 nach dem Wechsel in die Provinzhauptstadt Novara als Tabellenvorletzter und konnte den Abstieg in die Drittklassigkeit nur durch eine Lizenzrücknahme des Erstligisten Virtus Bologna vermeiden. Salyers gehörte mit gut 19 Punkten pro Spiel zu den Leistungsträgern seines Teams. In der Spielzeit 2003/04 spielte Salyers für Oyak Renault in Bursa in der Türkiye Basketbol Ligi. Nach nur zwei Siegen aus den ersten siebzehn Spielen reichten Oyak Renault fünf Siege aus den folgenden neun Spielen nicht mehr zum Klassenerhalt. Salyers spielte mit knapp 39 Minuten Einsatzzeit praktisch ohne Pause und war mit gut 25 Punkten pro Spiel Topscorer der türkischen Liga in dieser Spielzeit. Nach Saisonende wechselte er für die Play-offs um die französische Meisterschaft zum Titelverteidiger Élan Béarnais nach Pau. Als Hauptrundenzweiter gewann man die Finalserie gegen BCM Gravelines und wurde erneut französischer Meister. Für die Spielzeit 2004/05 kehrte er in die Türkei zurück und spielte in Istanbul für Fenerbahçe. Mit Fenerbahçe konnte er die Play-offs der türkischen Meisterschaften erreichen, wo man im Halbfinale gegen den Lokalrivalen und Titelverteidiger Efes Pilsen Istanbul ausschied, der auch später den Titel gewann. Im FIBA EuroCup erreichte man das Final-Four-Turnier, wo man sich jedoch als guter Gastgeber erwies und nach zwei Niederlagen den vierten Platz belegte. Salyers hatte bereits zuvor am All-Star-Game dieses Wettbewerbs im zyprischen Nikosia teilgenommen.
Zu Saisonbeginn 2005/06 absolvierte er zunächst drei Spiele in der französischen LNB Pro A, diesmal für BCM Gravelines aus Dünkirchen. Anschließend war er kurzzeitig beim deutschen Regionalligisten, damals dritthöchste Spielklasse, BG Leitershofen aus der Nähe von Augsburg gemeldet, bevor er danach bis Januar 2006 beim südkoreanischen Verein Magic Wings aus Busan in der Korean Basketball League spielte. Im Januar 2006 kehrte er in die italienische LegADue zurück und spielte bis zum Saisonende beim Verein aus Montecatini Terme. Für die Saison 2006/07 bekam er dann einen Vertrag beim französischen Erstligisten Chorale Basket aus Roanne. Zunächst gewann man den französischen Ligapokal Semaine de As im Finalspiel gegen Le Mans Sarthe Basket (MSB), bei dem Salyers zum MVP ernannt wurde, und anschließend auch das Finalspiel um die französische Meisterschaft gegen den Hauptrundenersten SLUC Nancy Basket. In der darauffolgenden Spielzeit 2007/08 revanchierte sich SLUC Nancy für die Finalniederlage und gewann diesmal das Finalspiel gegen den Titelverteidiger Chorale Roanne deutlich. Salyers wurde in dieser Spielzeit zum MVP étranger ernannt, dem besten ausländischen Spieler der französischen Liga. In der höchsten europäischen Spielklasse EuroLeague 2007/08 war er in der Vorrunde mit knapp 22 Punkten pro Spiel der beste Scorer und erhielt anschließend die Alphonso-Ford-Trophäe. Dies änderte jedoch nichts am Ausscheiden von Chorale Roanne in der Vorrunde.
Für die Spielzeit 2008/09 löste er seinen Vertrag bei Chorale Roanne auf und wechselte zu BK Asowmasch ins ukrainische Mariupol. Nach zwölf Meisterschaftsspielen verließ Salyers den Verein Ende Dezember 2008 wegen ausstehender Zahlungen. In der Spielzeit 2009/10 war er beim französischen Pokalsieger MSB aus Le Mans wieder in der französischen Liga aktiv. Vor Saisonbeginn verlor man in der Qualifikation für die EuroLeague 2009/10 gegen den deutschen Vertreter Alba Berlin. In der Zwischenrunde des Eurocup 2009/10 traf man erneut auf Alba Berlin, die Gruppensieger wurden, und schied als Gruppenletzter aus. In der französischen Meisterschaft setzte man sich in der Halbfinalserie gegen Salyers’ ehemaligen Verein Chorale Roanne durch und erreichte das Finalspiel, welches gegen Cholet Basket verloren ging. Für die Spielzeit 2010/11 wechselte Salyers in die erste italienische Liga Serie A zu Angelico nach Biella. Mit diesem Verein erreichte er wie in der Vorsaison den 14. Platz und damit letzten Nicht-Abstiegsplatz. Nachdem er zunächst er als Neuzugang beim libanesischen Verein Club Sagesse aus Beirut für die Spielzeit 2011/12 vermeldet wurde, wechselte er schließlich zum in Tiflis spielenden BK Sochumi nach Georgien, mit dem er zu Saisonbeginn in der Qualifikation für die EuroChallenge 2011/12 ausschied. Anschließend gab es Streit um anstehende Gehaltszahlungen, weshalb Salyers den Verein Mitte Oktober wieder verließ. Im November unterschrieb er einen Vertrag beim Sportklub aus Trabzon und kehrte damit in die türkische Liga zurück. Nach sieben Spielen trennte man sich jedoch bereits wieder. In der Saison 2012/13 spielte Salyers im libanesischen Tripoli für Al-Moutahed wieder unter Trainer Jean-Denys Choulet, unter dem er schon im französischen Roanne gespielt hatte. Zur folgenden Saison kehrte er dann nach Frankreich zurück und spielt für den Erstligisten Saint Thomas Basket aus Le Havre, der ihn jedoch nach wenigen Spielen wieder aus seinem Vertrag entließ, worauf sich Salyers dem Zweitliganeuling aus Orchies bis Saisonende anschloss, womit seine Karriere endete.

## Sonstiges
Salyers ließ sich auf seinem Rücken ein großflächiges Kreuz tätowieren, was im Rahmen der US-amerikanischen Fernsehshow Miami Ink – Tattoos fürs Leben aufgezeichnet wurde.